# Zeca (football, 1988)
Pour les articles homonymes, voir Zeca.
José Carlos Gonçalves Rodrigues (en grec Ζοζέ Κάρλος Γκονσάλβες Ροντρίγκες) plus communément appelé Zeca (Ζέκα), né le 31 août 1988 à Lisbonne, est un footballeur international grec qui évolue au poste de milieu de terrain au Panathinaïkós FC.

## Biographie

### En club
Formé au Casa Pia AC, il évolue dans les divisions inférieures portugaises avant d'être repéré par le Vitória Setúbal en 2010,,.
En 2011, il part en Grèce au Panathinaïkos. Disputant 7 saisons au club, il remporte notamment la Coupe du Grèce en 2014,,. Il acquiert la nationalité grecque début 2017, ce qui lui permet d'être sélectionné en équipe de Grèce la même année.
En 2017, il signe au FC Copenhague. Avec le club, il est Champion du Danemark en 2019,,.

### En équipe nationale
Il est international grec depuis 2017.
Il dispute son premier match le 25 mars 2017 contre la Belgique lors des qualifications pour la Coupe du monde 2018 (match nul 1-1 à Bruxelles).

## Palmarès
Avec le Casa Pia AC :
- Vainqueur de la troisième division portugaise en 2010

Avec le Panathinaïkos :
- Vainqueur de la Coupe de Grèce en 2014

Avec le FC Copenhague :
- Champion du Danemark 2019